# 20496 Jeník
20496 Jeník è un asteroide della fascia principale. Scoperto nel 1999, presenta un'orbita caratterizzata da un semiasse maggiore pari a 3,0349743 UA e da un'eccentricità di 0,1864275, inclinata di 13,28613° rispetto all'eclittica.